# Santiago Gallucci Otero
Santiago Alejandro Gallucci Otero (Ramallo, Buenos Aires, Argentina; 8 de marzo de 1991) es un futbolista argentino que se desempeña en la posición de mediocampista y actualmente juega en Patronato, que milita en la Primera Nacional.

## Trayectoria

### River Plate
Realizó todas las categorías inferiores de River. En 2011 forma parte de la pretemporada con el primer equipo, aunque nunca llegó a debutar en Primera.
En 2013, tras rescindir contrato con River, el volante es adquirido por Godoy Cruz Antonio Tomba.

### Godoy Cruz
En 2013/2014 tras tener poco rodaje en el conjunto millonario, pasó al equipo "Tombino" que era dirigido por Martín Palermo y posteriormente por Jorge Almirón. Debutó en la derrota 2-0 ante Racing Club el 7 de diciembre del 2013. Apenas disputó 2 partidos en el equipo mendocino y fue amonestado 1 vez.

### Douglas Haig
En 2015 en busca de más rodaje llega al equipo de Pergamino dirigido por Andrés Guglielminpietro y posteriormente por Felipe De La Riva, y disputando su primer partido el 28 de febrero contra el Club Atlético All Boys en el empate 2-2.
En un lapso de 3 temporadas jugó 17 partidos sin marcar por lo que se marcaría libre a Unión Española de Chile.

### Unión Española
Para la temporada 2017/2018 llegó a la Unión Española de Chile en su primer torneo jugó 13 partidos y convirtió su primer gol cómo profesional; el buen rendimiento del equipo le permitió jugar por primera vez un torneo internacional cómo lo fue la Copa Sudamericana 2018 dónde si bien su equipo caería en primera ronda el jugaría los 2 partidos de la serie. En su última temporada en el club jugaría 20 partidos (entre titular y entrando desde el banco) cerrando su etapa por el país trasandino con 35 partidos y 1 gol. 

### Central Córdoba de Santiago del Estero
Santiago llega a "El Ferroviario" para afrontar la segunda etapa del Nacional B logrando asentarse en el equipo jugando 8 partidos de la fase regular y siendo titular en todos los partidos del Torneo Reducido jugando las 2 finales contra Sarmiento de Junín y obteniendo el ascenso a la Primera División del Fútbol Argentino.

## Selección Juvenil
Fue citado en 2009 para un amistoso con el seleccionado Sub-20 argentino contra Holanda. En dicho partido fue amonestado.

## Estadísticas

### Clubes
| Club                            | Div.          | Temporada     | Liga  | Liga  | Liga   | Copas nacionales | Copas nacionales | Copas nacionales | Torneos internacionales | Torneos internacionales | Torneos internacionales | Total | Total | Total  |
| Club                            | Div.          | Temporada     | Part. | Goles | Asist. | Part.            | Goles            | Asist.           | Part.                   | Goles                   | Asist.                  | Part. | Goles | Asist. |
| ------------------------------- | ------------- | ------------- | ----- | ----- | ------ | ---------------- | ---------------- | ---------------- | ----------------------- | ----------------------- | ----------------------- | ----- | ----- | ------ |
| Godoy Cruz Argentina            | 1.ª           | 2013-14       | 2     | 0     | 0      | —                | —                | —                | —                       | —                       | —                       | 2     | 0     | 0      |
| Godoy Cruz Argentina            | 1.ª           | 2014          | —     | —     | —      | —                | —                | —                | —                       | —                       | —                       | 0     | 0     | 0      |
| Godoy Cruz Argentina            | Total club    | Total club    | 2     | 0     | 0      | 0                | 0                | 0                | 0                       | 0                       | 0                       | 2     | 0     | 0      |
| Douglas Haig Argentina          | 2.ª           | 2015          | 20    | 0     | 0      | —                | —                | —                | —                       | —                       | —                       | 20    | 0     | 0      |
| Douglas Haig Argentina          | 2.ª           | 2016          | 19    | 0     | 0      | 1                | 0                | 0                | —                       | —                       | —                       | 20    | 0     | 0      |
| Douglas Haig Argentina          | 2.ª           | 2016-17       | 22    | 0     | 0      | 1                | 0                | 0                | —                       | —                       | —                       | 23    | 0     | 0      |
| Douglas Haig Argentina          | Total club    | Total club    | 61    | 0     | 0      | 2                | 0                | 0                | 0                       | 0                       | 0                       | 63    | 0     | 0      |
| Unión Española · Chile          | 1.ª           | 2017          | 16    | 0     | 1      | 2                | 0                | 0                | —                       | —                       | —                       | 18    | 0     | 1      |
| Unión Española · Chile          | 1.ª           | 2018          | 20    | 0     | 0      | 1                | 0                | 0                | 2                       | 0                       | 0                       | 23    | 0     | 0      |
| Unión Española · Chile          | Total club    | Total club    | 36    | 0     | 1      | 3                | 0                | 0                | 2                       | 0                       | 0                       | 41    | 0     | 1      |
| Central Córdoba (SdE) Argentina | 2.ª           | 2018-19       | 13    | 0     | 0      | —                | —                | —                | —                       | —                       | —                       | 13    | 0     | 0      |
| Central Córdoba (SdE) Argentina | 1.ª           | 2019-2020     | 3     | 0     | 0      | 2                | 0                | 0                | —                       | —                       | —                       | 5     | 0     | 0      |
| Central Córdoba (SdE) Argentina | Total club    | Total club    | 16    | 0     | 0      | 2                | 0                | 0                | 0                       | 0                       | 0                       | 18    | 0     | 0      |
| San Martín de Tucumán Argentina | 2.ª           | 2019-2020     | 8     | 0     | 0      | 1                | 0                | 0                | —                       | —                       | —                       | 9     | 0     | 0      |
| San Martín de Tucumán Argentina | 2.ª           | 2021          | 7     | 0     | 0      | 0                | 0                | 0                | —                       | —                       | —                       | 7     | 0     | 0      |
| San Martín de Tucumán Argentina | Total club    | Total club    | 15    | 0     | 0      | 1                | 0                | 0                | 0                       | 0                       | 0                       | 16    | 0     | 0      |
| Total carrera                   | Total carrera | Total carrera | 130   | 0     | 1      | 8                | 0                | 0                | 2                       | 0                       | 0                       | 140   | 0     | 1      |